# Plesioneuron platylobum
Plesioneuron platylobum är en kärrbräkenväxtart som beskrevs av Holtt. Plesioneuron platylobum ingår i släktet Plesioneuron och familjen Thelypteridaceae. Inga underarter finns listade.